# National Dirt Late Model Hall of Fame

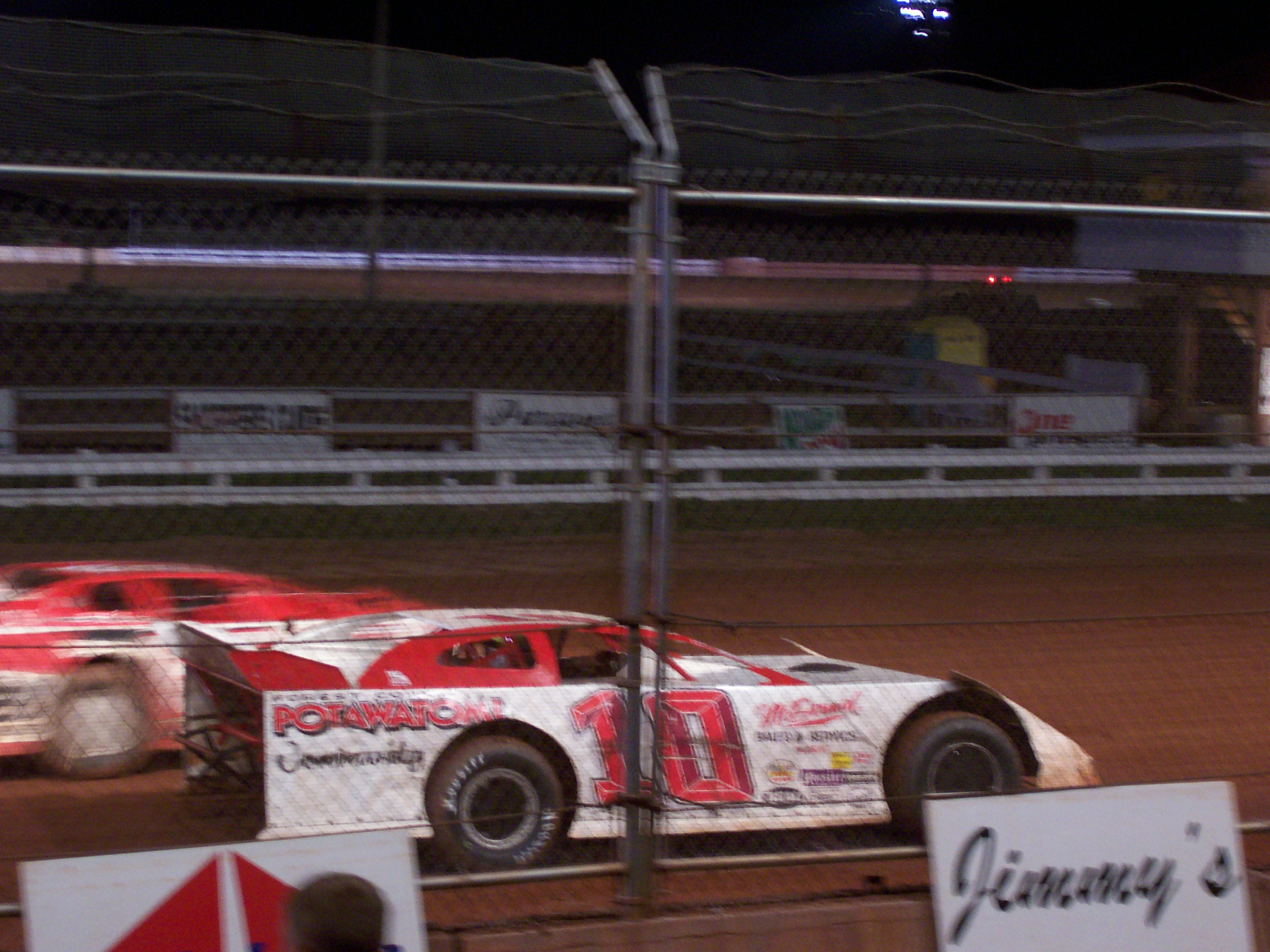
Pete Parker (2006)

Il National Dirt Late Model Hall of Fame è un'Hall of Fame non profit per i piloti statunitensi del dirt track racing.
Nasce da un'idea del giornalista di lungo corso Bill Holder, che propose una Hall of Fame per Late Models nel 2001. La prima classe fu introdotta all'annuale North-South 100 al Florence Speedway nell'agosto dello stesso anno. L'evento si ripete ogni anno sempre al North-South.
La commissione votante consiste in 30 costruttori, media, promotori, enti patrocinanti, costruttori di motori. La commissione vota per cinque piloti in attività con almeno quindici anni di esperienza, cinque maggiori contributori allo sport e cinque piloti ritirati da almeno cinque anni.

## Lista di introdotti

### 2001
- Rodney Combs
- Mike Duvall
- Jeff Purvis
- C. J. Rayburn
- Freddy Smith
- Charlie Swartz
- Larry Moore
- Jack Boggs
- Earl Baltes

### 2002
- Steve Francis
- Barry Wright
- Bob Wearing, Sr.
- Jerry Inmon
- Pat Patrick
- B. J. Parker
- Tom Helfrich
- Red Farmer
- Donnie Moran
- Scott Bloomquist
- Billy Moyer
- Donnie Moran

### 2004
- Bob Miller
- Bob Newton
- Butch Hartman
- Rodney Franklin
- Mike Balzano
- Ed Dixon
- Ed Sanger
- Floyd Gilbert
- Larry Shaw
- Matt Miller
- Ronnie Johnson

### 2005
- Rick Eckert
- Charlie Hughes
- Doug Kenimer
- Billy Teegarden
- Tom Nesbitt
- Lynn Geisler
- Rick Aukland
- Frank Plessinger
- Brad Malcuit
- Bill Holder

### 2006
- Ray Cook
- Ken Essary
- Chris Francis
- Ralph Latham
- Vern Lefevers
- Doc Lehman
- Pete Parker
- Jack Pennington
- Dick Potts

### 2007
- Verlin Eakers
- Ralph Earnhardt
- Gene Petro
- Herb Scott
- David Spear
- HE Vineyard